# Poraj (wieś w województwie śląskim)
Poraj – wieś gminna w Polsce, położona w województwie śląskim, w powiecie myszkowskim, siedziba gminy Poraj. Wieś o charakterze letniska. W miejscowości znajdowały się: oddział Myszkowskich Zakładów Metalurgicznych, fabryka wózków dla dzieci, Zakład Budowy Maszyn oraz prażalnia rud, czynna do 1981 roku. W latach 70. XX wieku na południowy zachód od Poraja na potrzeby Huty im. Bolesława Bieruta utworzono Jezioro Porajskie, a nad nim ośrodek wczasowy i wodny dla pracowników tejże huty.

## Położenie
Poraj położony jest w Obniżeniu Górnej Warty, na Wyżynie Woźnicko-Wieluńskiej, która jest częścią Wyżyny Śląsko-Krakowskiej. W latach 1957–1978 zbudowano zaporę na Warcie tworząc Zalew Porajski. Przez Poraj przebiega droga wojewódzka nr 791 Trzebinia-Kolonia Poczesna oraz linia kolejowa nr 1 Warszawa-Katowice. W miejscowości znajduje się dworzec kolejowy.

## Historia
Poraj po raz pierwszy pojawił się w źródłach historycznych w roku 1496, kiedy starosta krzepicki Stanisław z Kurozwęk z polecenia króla Jana Olbrachta założył w małej osadzie stadninę koni. Osada przyjęła nazwę od herbu Poraj Stanisława z Kurozwęk, syn Dobiesława Kurozwęckiego, wojewody lubelskiego. W roku 1556 za panowania króla Zygmunta II Augusta założono pierwszy w Polsce szlak pocztowy z Krakowa do Krzepic przez Olkusz, Koziegłowy, Częstochowę. W Poraju została założona stanica wymiany koni pocztowych. W 1846 roku wybudowano stację Poraj w ramach budowy kolei Warszawsko-Wiedeńskiej. W 1862 roku założono pocztę. W 1913 roku została założona Ochotnicza Straż Pożarna (remiza strażacka znajduje się przy ulicy Józefa Piłsudskiego 9). W 1920 roku utworzono gminę Poraj. Do 1925 roku Poraj był siedzibą gminy Choroń. Do 1 września 1927 roku Poraj należał do powiatu będzińskiego, następnie do powiatu zawierciańskiego. W czasie II wojny światowej Niemcy nazywali miejscowość „Porwalde”. 17 stycznia 1945 r. z Poraja wycofały się wojska niemieckie, a następnego dnia do Poraja wkroczyła Armia Czerwona.
W latach 1975–1998 miejscowość położona była w województwie częstochowskim.

## Gospodarka
Na początku XIX wieku w Poraju znajdowały się kopalnie rud żelaza spółki „Modrzejów-B.Hantke” Zakłady Górniczo-Hutnicze S.A. w Konopiskach. W 1920 roku w funkcjonowała kopalnia „Młynek” należąca do Towarzystwa Akcyjnego „Huta Bankowa” w Borku. Po II wojnie światowej powstają fabryki okuć budowlanych, wózków dziecięcych, włókiennicze i inne. Wybudowano 9 bloków mieszkalnych dla pracowników kopalni rud żelaza. Obecnie we wsi znajdują się między innymi siedziby: przedsiębiorstwa Złomrex, przedsiębiorstw tekstylnych Polontex, Chemeks oraz Galtex.

## Wspólnoty wyznaniowe
- Kościół rzymskokatolicki:
  - parafia Najświętszego Serca Pana Jezusa – utworzona wraz z wybudowaniem kościoła w 1932 roku z inicjatywy ks. Kańtocha;
- Świadkowie Jehowy:
  - dwa zbory: Poraj-Południe, Poraj-Północ (Sala Królestwa ul. Jasna 18)[5].

## Oświata
Pierwsza szkoła została utworzona z inicjatywy Macierzy Szkolnej w 1905 roku. W 1918 roku spółka „B. Hantke” Bernarda Hantkego zorganizowała czterooddziałową szkołę. 8 stycznia 1922 roku otwarto Publiczną Szkołę Powszechną. W roku 1938 powstał Komitet Budowy Szkoły. Po kampanii wrześniowej nauczanie reaktywowano 25 września 1939 r. 20 lipca 1940 roku zamknięto szkoły w całym powiecie. Szkołę w Poraju ponownie otworzono 2 maja 1942. W latach 1947–1951 oddano do użytku nowy budynek szkoły. W 1988 roku Szkole Podstawowej nadano imię kpt. Leonida Teligi.
Placówki oświatowe
- Zespół Ekonomiczno-Administracyjny Szkół Gminy Poraj
- Szkoła Podstawowa im. kpt. Leonida Teligi w Poraju
- Samorządowe Przedszkole Publiczne w Poraju „Leśne Skrzaty”

## Sport i turystyka
W Poraju istnieje klub piłkarski LKS Polonia Poraj, założony 11 lipca 1977 roku. W 2022 roku powstał klub sportowy pod nazwą Warta Poraj.
- Przez wieś przebiegają szlaki rowerowe:

 Szlak Dębowcówka, Częstochowa Kręciwilk – Poraj
 Szlak Cisów, Poraj – Huta Stara
- oraz szlaki piesze:

 Szlak Zamonitu, Poraj – Ząbkowice
 Szlak Choroński, Jastrząb – Olsztyn
Zalew Porajski jest rajem dla wędkarzy, żeglarzy, jest miejscem wypoczynku i rekreacji. Znajdują się tu ośrodki: Klub wodny „Enif” założony w 1953 roku, Yacht Club „Zeffir-Drakkar”, Rybaczówka PZW. Nad zalewem znajduje się dawny ośrodek wypoczynkowy Huty Częstochowa „Leśna Radość”.

## Komunikacja
Linie kolejowe
- Linia kolejowa nr 1: Warszawa – Katowice

Drogi
- Droga wojewódzka nr 791: Trzebinia – Kolonia Poczesna

## Związani z Porajem
- Janusz Gniatkowski
- Krystyna Maciejewska
- Witold Giersz

## Galeria

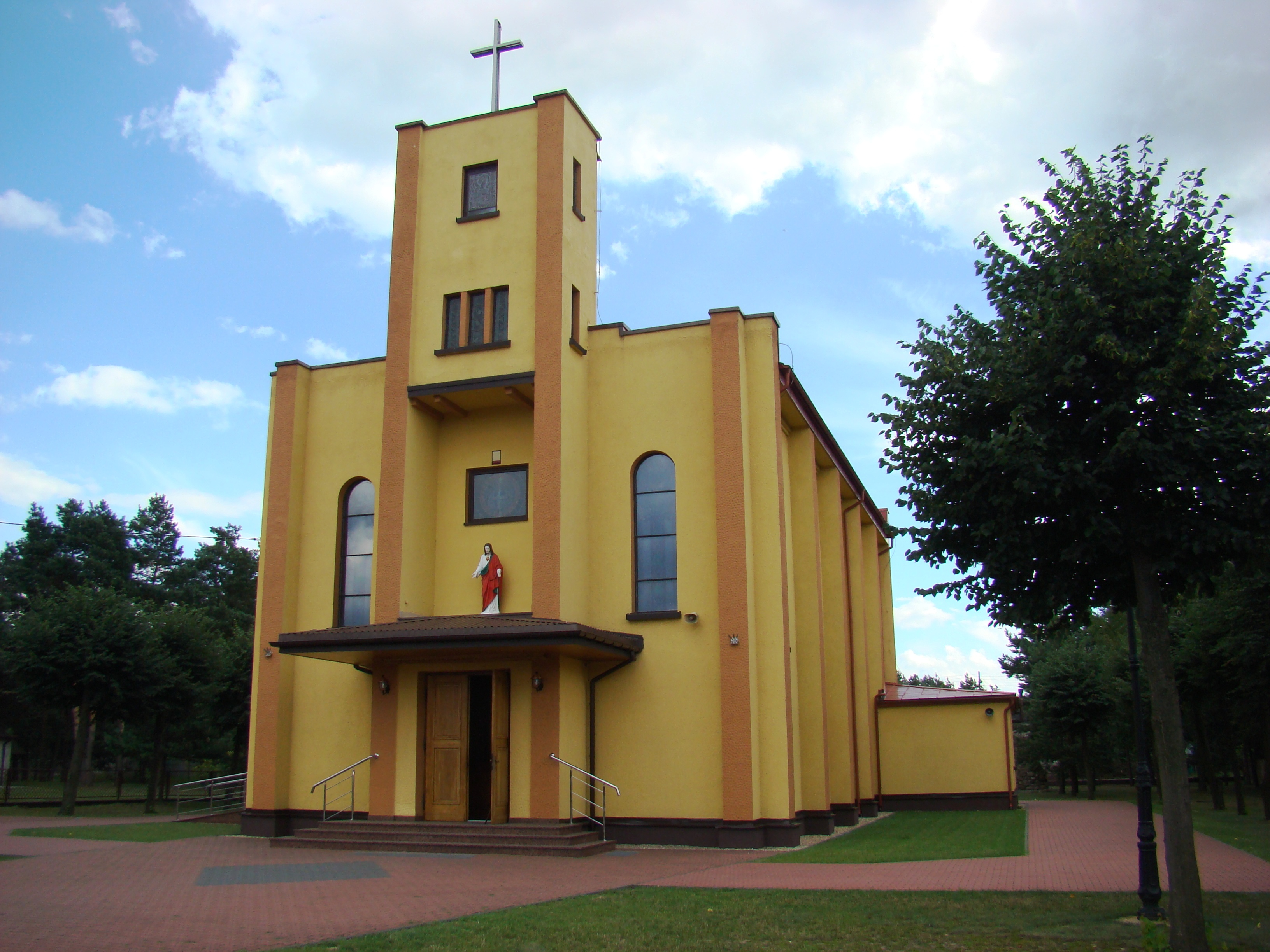
Kościół Najświętszego Serca Pana Jezusa
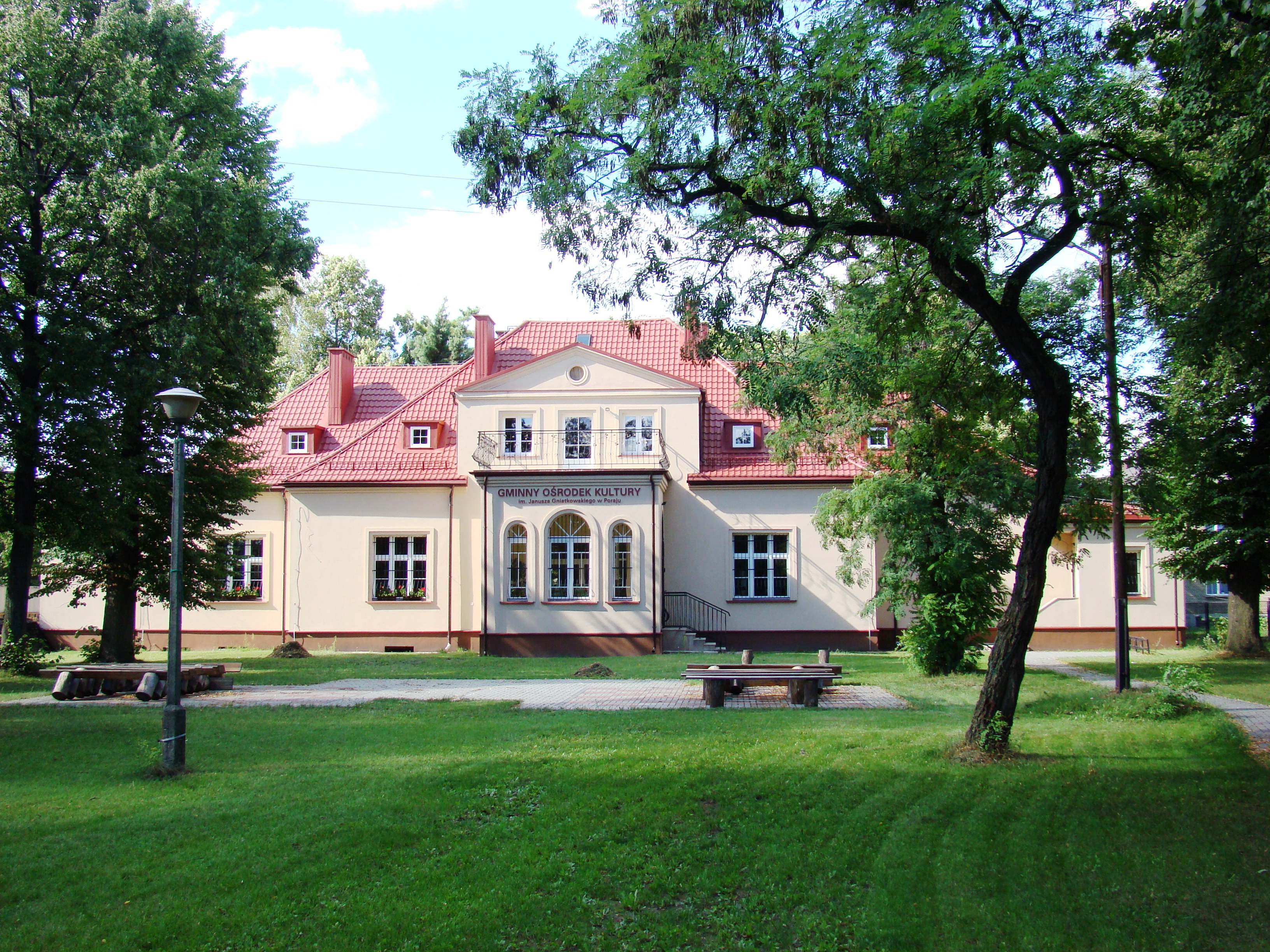
Pałacyk przedsiębiorcy Wacława Koniecznego z lat 30. XX wieku, obecnie Gminny Ośrodek Kultury
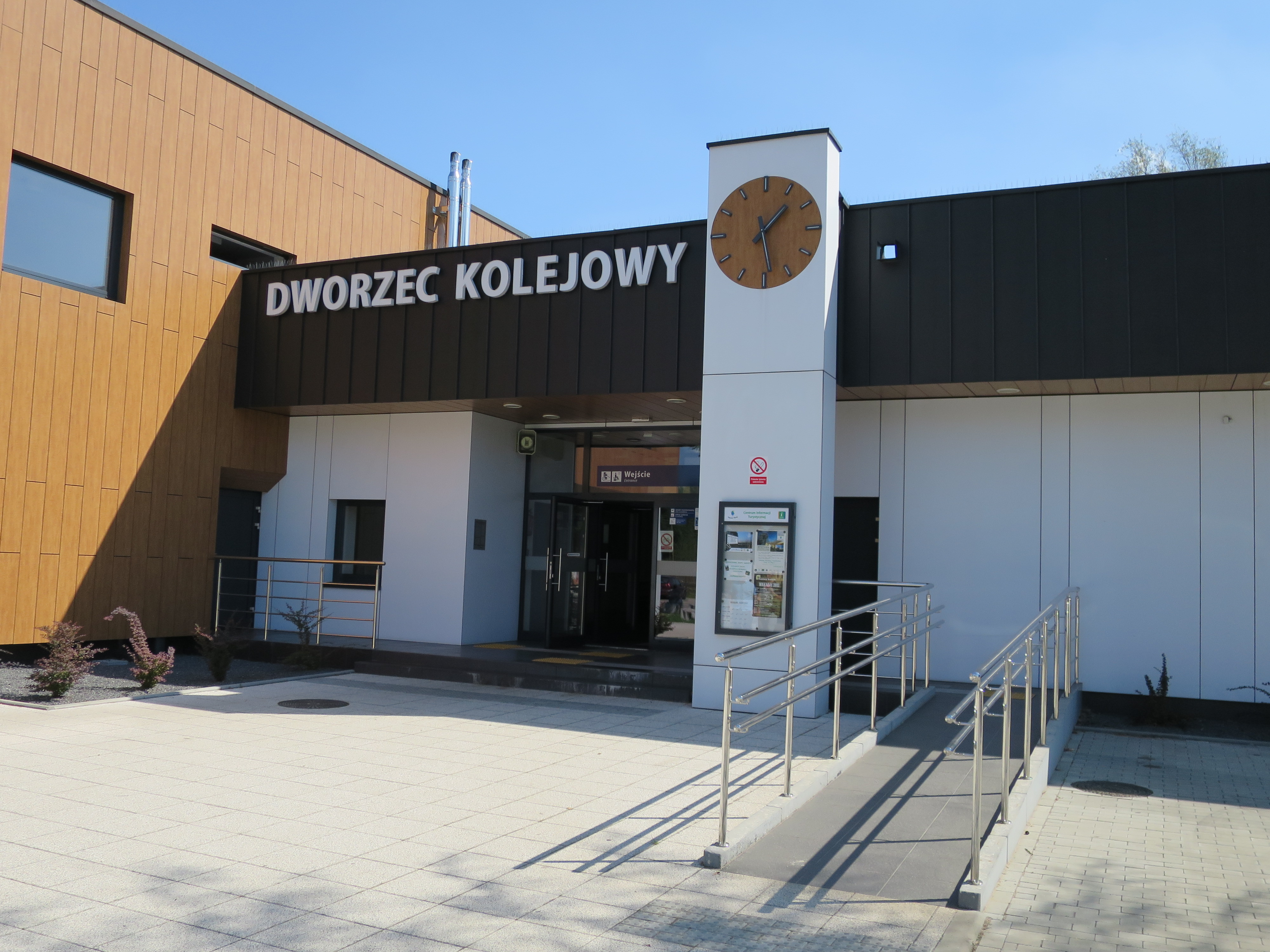
Dworzec kolejowy
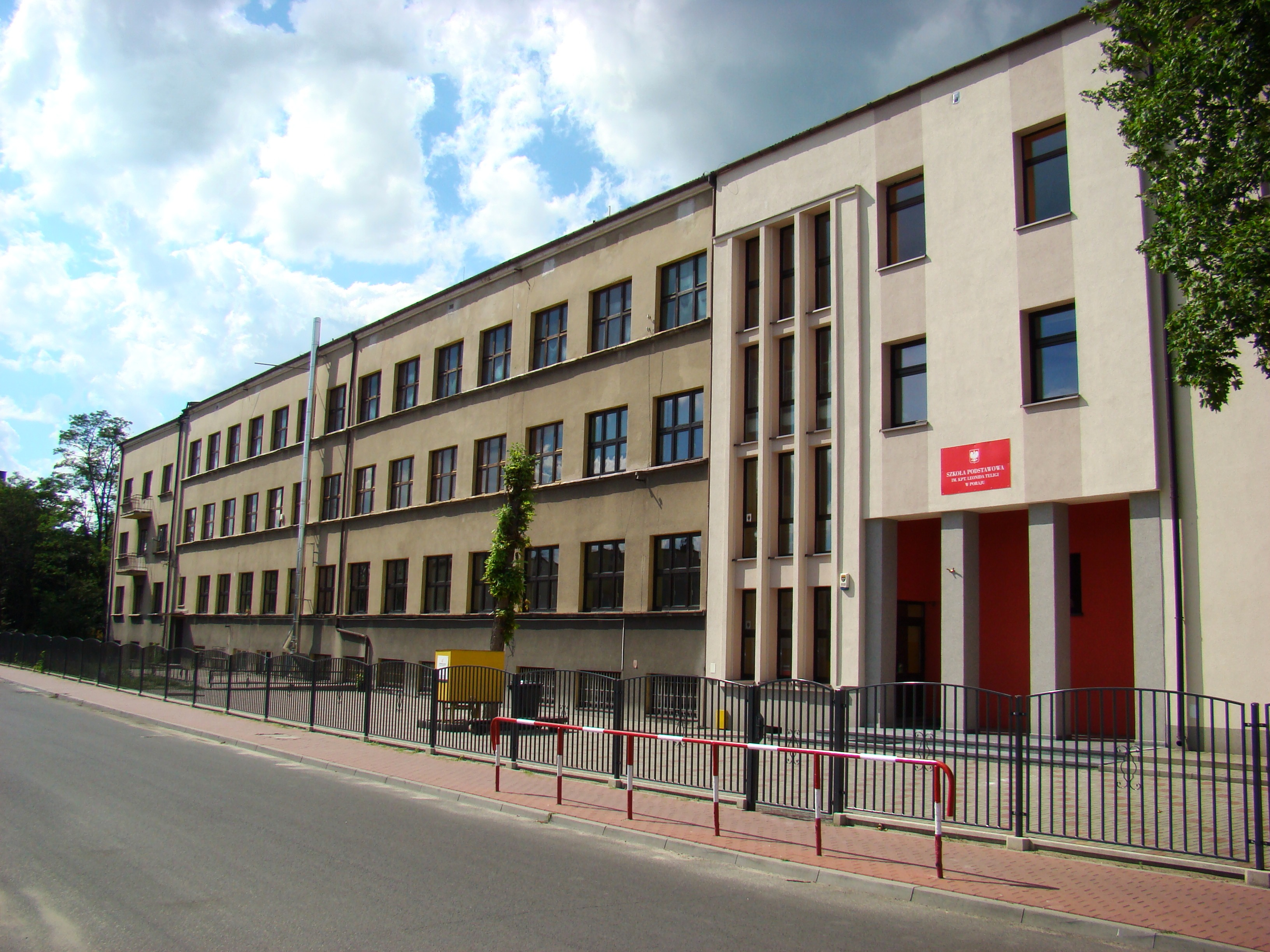
Szkoła podstawowa im. kpt. L. Teligi
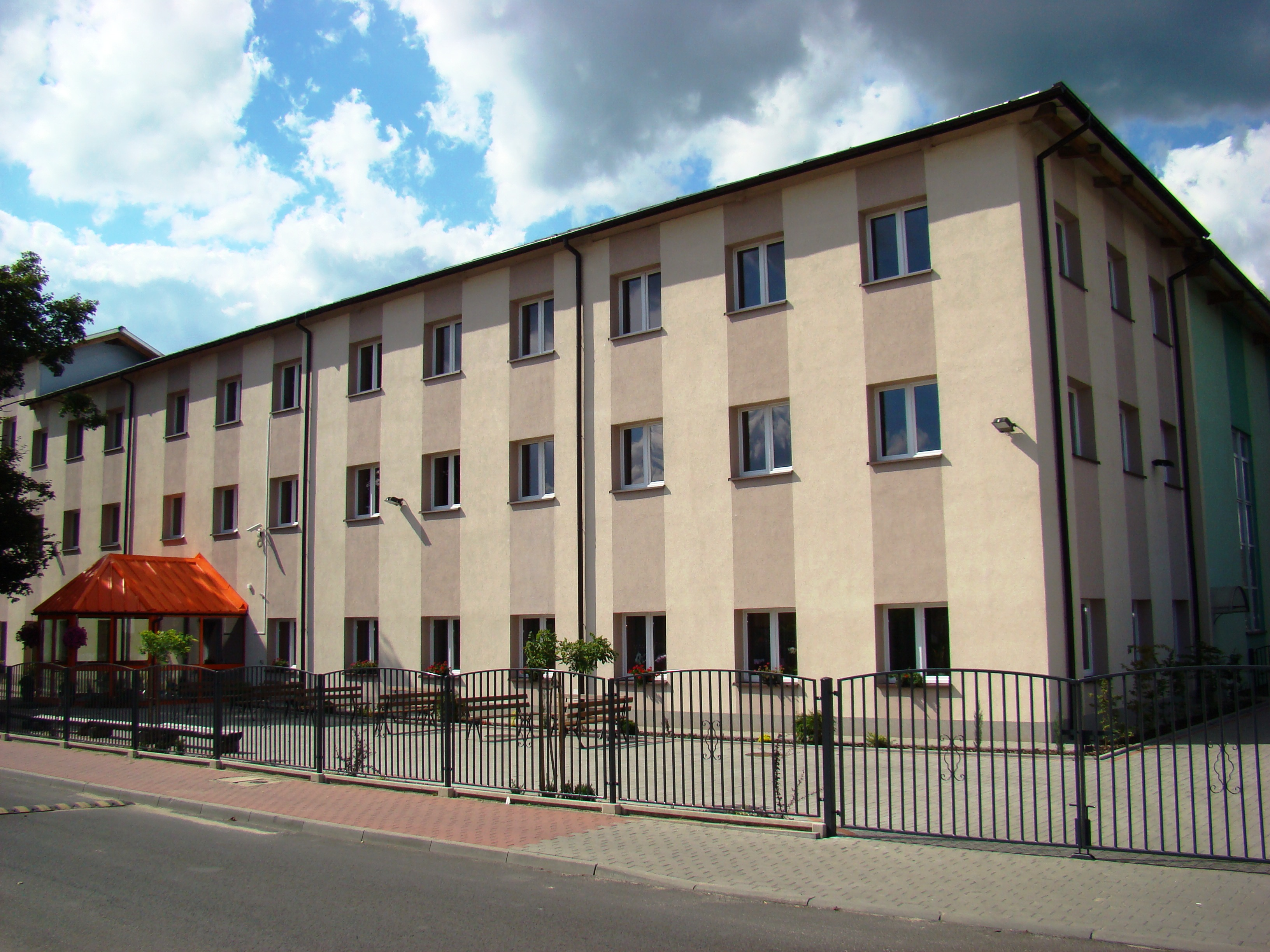
Gimnazjum
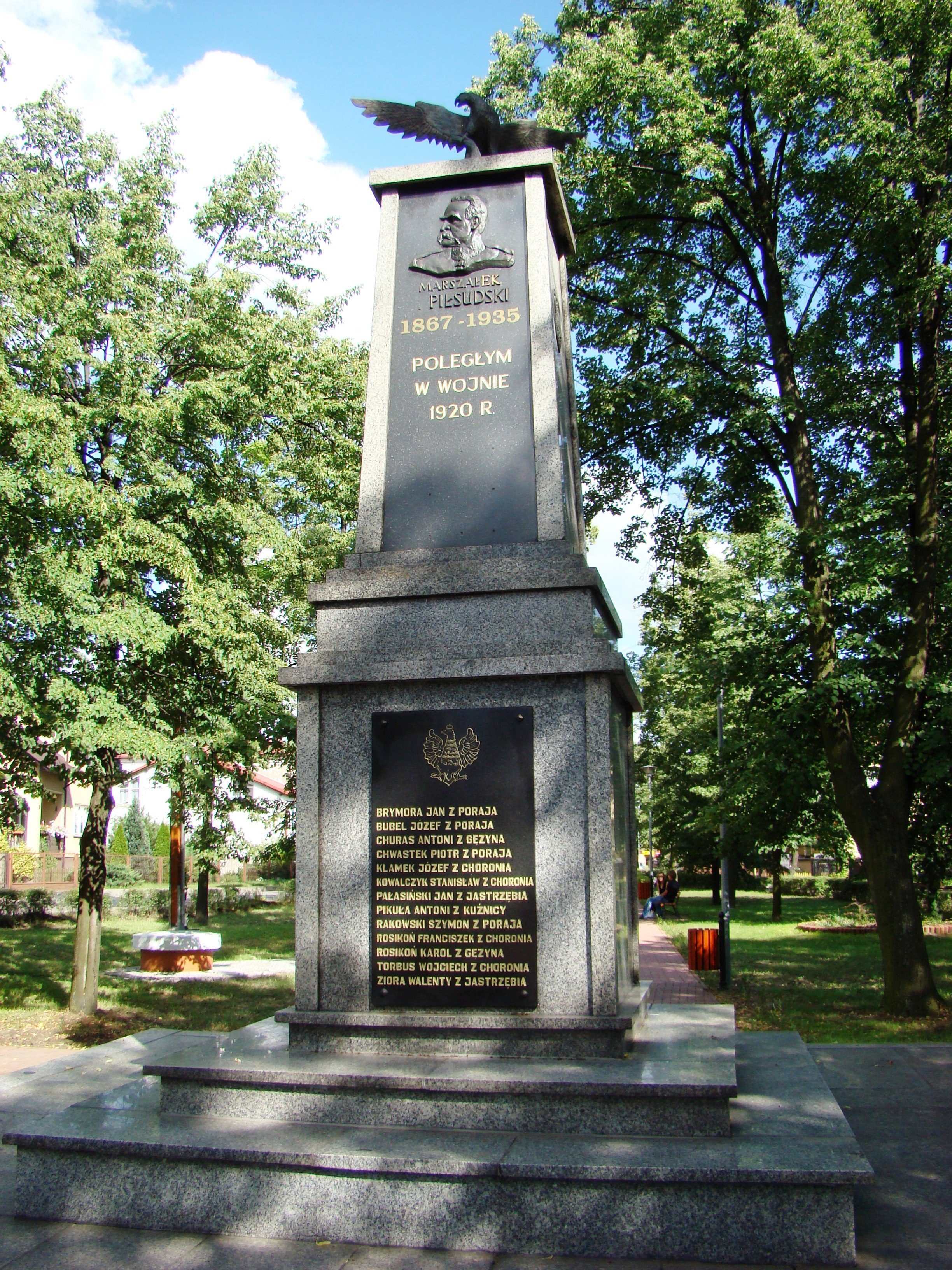
Pomnik ku czci Józefa Piłsudskiego i poległym w wojnie 1920 roku
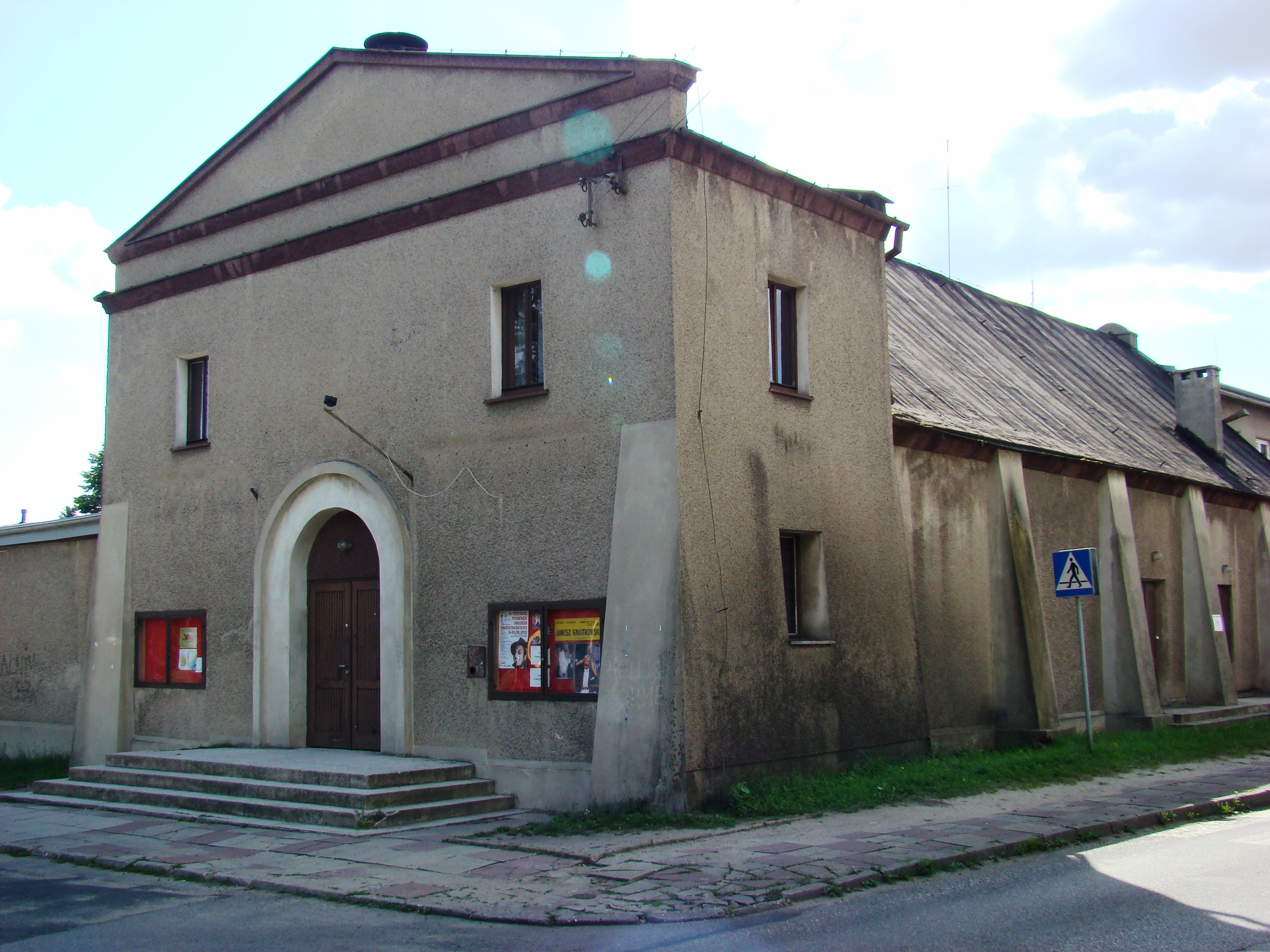
Dawne kino Bajka